# Cajanegrizar

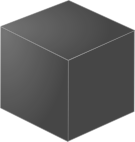
Caja negra

El término cajanegrizar (del inglés blackboxing) es un neologismo de creciente popularidad. Se emplea principalmente en los estudios de ciencia, tecnología y sociedad para hacer referencia a un proceso de índole social. Este proceso de cajanegrización está basado en la noción abstracta de una caja negra. Citando a Bruno Latour la cajanegrización es 
el camino mediante el cual el trabajo científico o técnico se vuelve invisible a causa de su propio éxito. Cuando una máquina funciona eficientemente o un hecho está establecido con firmeza, uno sólo necesita concentrarse en los beneficios que genere y no es su complejidad interior. Así, paradójicamente, sucede que la ciencia y la tecnología cuanto más éxito obtienen más opacas se vuelven.
El cajanegrismo es, por tanto, un proceso de automatización ante ciertos mecanismos exitosos y que tiene como base filosófica el positivismo.

## Descajanegrizar
En paralelo existe un proceso inverso conocido como descajanegrizar consistente en el planteamiento de hipótesis complejas sobre sistemas que, por su buen funcionamiento, no requerirían de ellas en un plano pragmático.

## Caja negra vs 'Cajanegrizar'
No se debe confundir el concepto de caja negra utilizado en física, informática y disciplinas técnicas o tecnológicas en general con el 'Cajanegrismo'. Este último es un concepto vinculado a la sociología que hace referencia al hecho de que las personas solemos olvidarnos del funcionamiento interno de las cosas (generalmente nuevos dispositivos tecnológicos) a medida que nos familiarizamos con ellos y terminamos por asimilarlos como de uso cotidiano. A este proceso de olvidar el funcionamiento interno de las cosas se le conoce con el nombre de 'cajanegrizar'.
Se podría decir que la principal diferencia entre ambos conceptos es que mientras el primero, el estudio de un sistema como una caja negra, es un proceso de abstracción, el segundo, el 'cajanegrismo', es más bien un proceso de olvido.